# Kamen Dol
Kamen Dol (makedonska: Камен Дол) är en ort i Nordmakedonien. Den ligger i kommunen Rosoman, i den centrala delen av landet, 70 kilometer sydost om huvudstaden Skopje. Kamen Dol ligger 234 meter över havet och antalet invånare är 117.